# San Cipriano (álbum)
San Cipriano es el segundo álbum de estudio de la banda argentina de rock alternativo Los Brujos, lanzado el 15 de septiembre de 1993 por el sello Epic Records. Fue grabado entre diciembre de 1992 y abril de 1993 en los Estudios Aguilar y Estudios Moebio, volviendo a contar con la producción artística del músico Daniel Melero. En la grabación utilizan un sistema que se basa en incorporar micrófonos en el cuerpo de los músicos, pegados en brazos, pechos y cabezas, denominado "sistema subjetivo", resultando ser un trabajo más maduro, logrado y con mejor sonido que su anterior disco. El nombre del álbum es una referencia a Cipriano de Antioquía, un mago pagano que supuestamente tenía tratos con demonios. Se destacan temas como "La bomba", "Venganza", "Piso liso" y "Sasquatch". Este registro rescata una vieja grabación de "Los Extremistas" en "El Tom Lupo Show" 1985. Con su hit "La bomba", el disco ha superado las 20.000 placas vendidas. 

## Lista de canciones
Todas las canciones escritas y compuestas por Gabriel Guerrisi, excepto donde se indica. 
| N.º   | Título                                                             | Duración |  |
| 1.    | «Venganza»                                                         | 2:15     |  |
| 2.    | «Cachorro de tierra» (Guerrisi/Ilid/Rua)                           | 2:53     |  |
| 3.    | «La bomba»                                                         | 2:44     |  |
| 4.    | «Piso liso» (Guerrisi/Alaci/Moreno)                                | 1:56     |  |
| 5.    | «Si yo tuviera»                                                    | 0:37     |  |
| 6.    | «Gente pelea (Bajo la locura total)»                               | 1:52     |  |
| 7.    | «Sasquatch» (Guerrisi/Alaci/Rua/Ilid/Moreno/Pastrello)             | 4:08     |  |
| 8.    | «El pececito»                                                      | 1:04     |  |
| 9.    | «No matarás / La salamanca» (Daevid Allen/Pohle)                   | 3:15     |  |
| 10.   | «Vudú» (Guerrisi/Alaci/Rua)                                        | 3:55     |  |
| 11.   | «Capicúa» (Guerrisi/Mannelli)                                      | 1:16     |  |
| 12.   | «Flipper» (Guerrisi/Ilid/Alaci)                                    | 1:58     |  |
| 13.   | «El regreso del Chamán» (Guerrisi/Alaci/Rua/Ilid/Moreno/Pastrello) | 0:34     |  |
| 14.   | «El machito» (Guerrisi/Alaci/Pastrello)                            | 1:22     |  |
| 15.   | «El Dragón»                                                        | 6:30     |  |
| 36:19 |                                                                    |          |  |

- La canción "El Dragón" termina a los 3:29 y contiene una pista oculta con gritos, similares a los oídos al comienzo del disco en la canción "Venganza".

## Créditos
- Quique Ilid (Zibo) - batería, percusión, bajo y coros.
- Sergio Moreno (Metal Macumba) - bajo, batería, piano y coros.
- Fabio ''Rey'' Pastrello (La Gruya) - guitarra eléctrica, ocarina, xilofón y coros.
- Gabriel Guerrisi (Mosko) - guitarra eléctrica y acústica, batería, vibra-slap, voz y coros.
- Alejandro Alaci (Yuca) - voz, coros, teclados y bajo.
- Ricky Rua (Majula) - voz, coros, percusión y guitarra.

Invitados:
- Rocky - batería en "Capicúa"
- Fernandito - bajo en "Capicúa"
- Mariano - guitarra en "Capicúa"
- Gabo (ex brujo) - guitarra en "Capicúa"
- Francisco Bochaton- voz en "La selva"
- Daniel Melero - bongó en "Capicua" y piano en "El dragón", teclados y coros

## Producción
- Producción artística: Daniel Melero
- Producción ejecutiva: Victor Ponieman
- Técnico de grabación y mezcla: Martín Menzel
- Asistente de grabación: El perro
- Coordinación: Daniel Falcón
- Coordinación de producción: Alejandro Almada
- Asistentes en Moebio: Marcelo Delettieres, Nicolás Rossi, Roberto Salomón
- Prensa y difusión: Marcelo Eckhardt
- Asesor chamático: Chipo
- Producción indumental: Vero Ivaldi
- Dirección de arte: Brujos Mundo Marino
- Diseño gráfico: Gustavo Mundo
- Fotos: Marino Balbuena
- Mánager personal: Marcelo Bernini

- Datos: Q6118553